# Armi Ratia
Armi Maria Ratia, született Airaksinen, (Pälkjärvi, 1912. július 13. – Helsinki, 1979. október 3.) textilművész volt, a Marimekko Rt. alapítója, így az egyik legismertebb finn vállalkozó. 1969-ig volt a Marimekko Oy (Oy: Rt.) vezérigazgatója, valamint 1971-től újból.
Ratia szenvedélye a dizájn iránt abból fakad, hogy hisz a textíliák erejében, amelyek örömöt, színt és kreativitást hoznak az emberek életébe. A vibráló finn kultúra és a finn dizájn gazdag öröksége inspirálta őt, hogy egy küldetést vállaljon, amelynek célja az iparág forradalmasítása és a mindennapi divat fogalmának újradefiniálása.

## Marimekko
A normák megkérdőjelezésére irányuló szellemmel és eltökéltséggel Ratia 1951-ben megalapította a Marimekkót. A "Marimekko" név, amely a "Mari", egy gyakori finn név, és a "mekko", azaz ruha szavak kombinációjából származik, tökéletesen összefoglalja Ratia vízióját, amely a bátor, színes és mintákra épülő divat és lakástextilek létrehozását célozta meg.
Ratia dizájnfilozófiája hangsúlyozza a dizájn demokratizálását és a divatipar uralkodó normáinak elutasítását. Úgy vélte, hogy a dizájn mindenkinek elérhető kell legyen, nem csupán az elit számára. Ratia víziója a funkcionális, ugyanakkor képzeletgazdag és művészi dizájnról lett a Marimekko alkotásainak irányadó elve.
A Marimekko korai éveit egy úttörő kollekció jellemezte, amely élénk és szokatlan mintákat tartalmazott, amelyek szembementek a korszak minimalista trendjeivel. Ratia a neves finn dizájnerek, köztük Maija Isola és Vuokko Nurmesniemi tehetségeit is bevonta, akiknek a munkái ma is erőteljesen jelen vannak a Marimekko kollekcióiban.